# Tatort: Bomben für Ehrlicher
Bomben für Ehrlicher ist ein Fernsehfilm aus der Kriminalreihe Tatort der ARD, des ORF und SRF. Der Film wurde vom MDR unter der Regie von Hans Werner produziert und am 1. Oktober 1995 erstmals ausgestrahlt. Es handelt sich um die Tatort-Folge 319. Für den Kriminalhauptkommissar Bruno Ehrlicher und seinen Kollegen Kain  ist es der 9. Fall, in dem sie in Dresden ermitteln.

## Handlung
Kommissar Bruno Ehrlicher erhält einen mysteriösen Telefonanruf. Ein Unbekannter kündigt einen Anschlag an, spricht aber dabei so undeutlich, dass Ehrlicher ihn nicht ernst nimmt. Bereits am nächsten Tag geht ein weiterer Anruf in Ehrlichers Dienststelle ein und bedroht nun konkret die Filiale einer Bank. Diese wird sofort geräumt und gesichert.
Während die Polizei beschäftigt ist, wird eine ganz andere Bank von zwei Tätern überfallen. Kaum sind die Ermittler dort, erfolgt ein weiterer Überfall. Jedes Mal ruft der Täter danach die Polizei an und genießt seinen Erfolg. Die beiden Ganoven Wolf und Siggi sind sich ihrer Sache so sicher, dass sie auch noch eine dritte Bank überfallen. Dieses Mal packt ihnen aber einer der Angestellten eine Farbpatrone mit ein, die während ihrer Flucht im Auto explodiert und beide mit rotem Pulver färbt. Sie stoppen das Auto und da ihnen die Polizei bereits auf den Fersen ist, flieht Siggi zu Fuß weiter. Er wird bald darauf gefasst. Wolf hingegen nimmt sich einen zehnjährigen Jungen als Geisel, um unbehelligt weiterfahren zu können. Anschließend verbrennt er das Auto und die unbrauchbar gewordene Beute in einer Kiesgrube.
Die Vernehmung von Siggi Müller bringt wenig Hinweise auf den zweiten Täter. Jedoch kann mit Hilfe der Straßensperren dessen Aufenthaltsort herausgefunden werden. Wolf hat sich mit dem Jungen in einem alten Bauwagen verschanzt. Ehrlicher begibt sich als Vermittler unbewaffnet zum Bauwagen und spricht mit dem Entführer. Er macht ihm klar, dass er davon überzeugt ist, dass es einen Auftraggeber gibt und dass Wolf für diesen jetzt seinen Zweck erfüllt haben dürfte und er ihm nicht helfen wird. Somit wäre seine Situation aussichtslos. Doch Wolf gibt nicht so einfach auf und der vermutete dritte Mann meldet sich tatsächlich. Telefonisch fordert er Lösegeld und freien Abzug für Siggi und Wolf. Ehrlicher geht, gegen die Überzeugung seines Vorgesetzten, auf die Forderungen ein.
Ehrlicher ist davon überzeugt, dass diese ganze Aktion auch gegen ihn gerichtet ist, da der Anrufer stets ihn persönlich sprechen wollte. Jemand will ihn „vorführen“ und ihm beweisen, dass er der Cleverere ist. Bei der Recherche nach der Herkunft des Sprengstoffs, den Siggi und Wolf verwendet hatten, stoßen sie auf Leo Klein. Er hatte früher mit Ehrlicher zusammengearbeitet, bis er sich einige Eigenmächtigkeiten zuschulden kommen ließ und Ehrlicher gegen ihn ermitteln musste. Nach seiner unehrenhaften Entlassung aus dem Polizeidienst arbeitete er unter anderem auch als Wachmann in einer Sprengstofffabrik.
Nachdem Siggi und Wolf das geforderte Geld und den Fluchtwagen erhalten, lassen sie den Jungen frei. Ihr Auftraggeber hat angedroht eine Bombe detonieren zu lassen, wenn die beiden nicht unbehelligt abziehen können. Ehrlicher vermutet, dass er die zwei zu der Bombe locken will, um sie dann zu zünden und seine beiden Mitwisser damit zum Schweigen zu bringen. Mit Ehrlichers Kombinationsgabe gelingt es den Zielort herauszufinden und die Bombe zu entschärfen. Erwartungsgemäß finden sich auch Siggi und Wolf ein, die nun verhaftet werden.
Ehrlicher fährt zu Leo Klein, um auch ihn festzunehmen. Als dieser bemerkt, dass er enttarnt ist, erklärt er: „Ich habe ein Problem, Ehrlicher. Ich kann nicht verlieren.“ Kurzerhand steigt er in sein Auto, das daraufhin explodiert.

## Hintergrund
Bomben für Ehrlicher wurde von der Saxonia Media Filmproduktion GmbH produziert und in Dresden gedreht. Regisseur Hans Werner ist der geistige Vater der beiden Kommissare Ehrlicher und Kain. Die Unterhaltungssendung Riverboat, die bis 1999 aus Dresden gesendet wurde, wird kurz zum Schauplatz dieses Tatorts. In dieser Sequenz hat Wim Thoelke einen Gastauftritt, zusammen mit Jan Hofer, Christiane Jörges und Ursula Karusseit.

## Rezeption

### Einschaltquoten
Bei seiner Erstausstrahlung am 1. Oktober 1995 wurde die Folge Bomben für Ehrlicher in Deutschland von 4,7 Millionen Zuschauern gesehen, was einem Marktanteil von 14,0 Prozent entsprach.

### Kritik
Die Kritiker der Fernsehzeitschrift TV Spielfilm bewerten den Film nur mittelmäßig und meinen, der „explosive Fall“ sei ein „smarter Sachsen-Krimi mit einem Hauch Psychothrill“.